# شبكة المنظمات الأهلية الفلسطينية
شبكة المنظمات الأهلية الفلسطينية (PNGO) هي منظمة جامعة للمنظمات غير الحكومية في الأراضي الفلسطينية، وكانت قد شُكلت لتعزيز التنسيق والتشاور والتعاون بين المنظمات غير الحكومية الأعضاء وتقوية المجتمع المدني الفلسطيني والمساهمة في إقامة دولة فلسطين. تأسست في سبتمبر 1993، واعتبارًا من يناير 2020، كان لديها 135 منظمة غير حكومية تعمل في الضفة الغربية وقطاع غزة والقدس الشرقية.
تعمل الشبكة عبر لجانٍ أعضاء يعملون في خمسة قطاعات: الصحة والديمقراطية وحقوق الإنسان والنساء والأطفال وإعادة التأهيل والزراعة. يتمثل دورها في وضع مبادئ توجيهية عامة وتنسيق عمل المنظمات غير الحكومية ولكن ليس لها سلطة خطية على المنظمات غير الحكومية.
شبكة المنظمات غير الحكومية الفلسطينية عضو في حركة المقاطعة وسحب الاستثمارات وفرض العقوبات (BDS) وتشجع الأنشطة الأخرى المُناهضة إسرائيل. كما أن أعضاء الشبكة الفرديين، مثل المنظمة الدولية للدفاع عن الأطفال في فلسطين، يروجون أيضًا لحركة المقاطعة ومشاركين نشطين في الضغط على الأمم المتحدة والاتحاد الأوروبي والحكومات الأجنبية والهيئات الدولية الأخرى التي تروج لهذه الأمور.

## تمويل الشبكة
تحصل كل منظمة غير حكومية عضو على تمويل منفصل لأنشطتها ومشاريعها من المانحين، بما في ذلك الحكومات الأجنبية والمنظمات الدولية والجمعيات الخيرية، وما إلى ذلك، والتي تشكل جميعها جزءًا من المساعدات الدولية للفلسطينيين.
في كانون الثاني (يناير) 2020، أدخل الاتحاد الأوروبي (EU) بندًا في عقود منح الاتحاد الأوروبي الجديدة لحظر المستفيدين من العمل مع المنظمات والأفراد المدرجين على قوائم الإرهاب بالاتحاد الأوروبي وتمويلهم. عارضت الشبكة المتطلبات الجديدة بشدة. وفقًا لتقارير وسائل الإعلام، زعمت شبكة المنظمات غير الحكومية الفلسطينية أنَّ المنظمات المصنفة «إرهابية» في فلسطين هي في الواقع «أحزاب سياسية». وفقًا للشبكة، أرسل الاتحاد الأوروبي «خطاب توضيح» في 30 مارس 2020، أوضح أن بند الاتحاد الأوروبي ينطبق فقط على الأشخاص ورد اسمه صراحةً في قائمته التقييدية وأكد على عدم إدراج أي فلسطيني في تلك القائمة، وأنَّ البند يقتصر على «الإجراءات المالية»، مضيفًا: «لا يطلب الاتحاد الأوروبي من أي منظمة مجتمع مدني تغيير موقفها السياسي تجاه أي فلسطيني فصيل أو التمييز ضد أي شخص طبيعي على أساس انتمائه السياسي».

## الأعضاء
كل مُنظمة غير حكومية هي عضو لها مجال نشاطها الخاص وهي تابعة لمنظمات دولية ذات صلة (والتي قد تكون بدورها تابعة لكيانات أخرى) وتحضر المؤتمرات الدولية التي قد تقدم فيها أوراقًا حول مجال اهتمامها.
تتضمن أعضاء شبكة المنظمات غير الحكومية الفلسطينية:
- مؤسسة الحق
- الضمير
- مجموعة السياحة البديلة
- مركز بديل
- الحركة الدولية للدفاع عن الأطفال
- مركز القدس للمساعدة القانونية وحقوق الإنسان
- معهد الأبحاث التطبيقية (أريج)
- مؤسسة مفتاح (المبادرة الفلسطينية لتعميق الحوار العالمي والديموقراطية)
- مركز المرأة للإرشاد القانوني والاجتماعي (WCLAC)
- اتحاد لجان العمل الزراعي (UAWC)
- جمعية الشابات المسيحيات [الإنجليزية] (YWCA)
- لجان الإغاثة الزراعية الفلسطينية (PARC)
- منتدى الفكر العربي
- مركز الديمقراطية وحقوق العاملين
- مركز رام الله لدراسات حقوق الإنسان (RCHRS)
- معهد معلومات وسياسات التنمية الصحية (HDIP)
- لجان العمل الصحي (HWC)[11]
- جمعية الإغاثة الطبية الفلسطينية (PMRS)
- الجمعية الأكاديمية الفلسطينية لدراسة الشؤون الدولية (PASSIA)
- مركز دراسات المرأة

## وصلات خارجية
- الموقع الرسمي